# Independents de Puigpunyent i Galilea
Els Independents de Puigpunyent i Galilea (IPG) (1979 - actualitat) són un partit polític d'àmbit municipal del municipi de Puigpunyent (serra de Tramuntana, Mallorca). Els seus eixos ideològics són: justícia social, ecologisme, arrelament al país i gestió responsable.

## Història[calcitació]
El 1979, per les primeres eleccions municipals democràtiques, es varen constituir amb forma d'agrupació d'electors (Agrupació Independent de Puigpunyent i Galilea) com a alternativa a l'únic partit que s'hi presentava (UCD) i que significava un cert continuisme amb la dictadura franquista. En aquelles eleccions els Independents obtingueren la primera majoria absoluta. Es va nomenar batle Antoni Colom, actual secretari general del partit, que va augmentar la majoria a les eleccions del 1983.
A les eleccions del 1987 va passar a ser batle Antoni Arbona, també amb majoria absoluta fins al 1999, en què un pacte PP-
va treure els Independents (la llista més votada) del govern municipal.
El 2003 s'aprovaren els estatuts per esdevenir un partit polític.
L'any 2007 els dos regidors dels IPG varen ser convidats pel grup socialista a formar part del govern, a pesar d'haver obtingut aquest majoria absoluta, pràctica que havien iniciat els Independents durant el mandat d'Arbona, amb la idea d'aprofitar les ganes de fer feina per al poble sense importar la procedència.
A les eleccions següents (2011) els IPG foren la llista més votada, i en el pacte de govern amb el PSOE obtingueren la batlia (batle Gabriel Ferrà).
A les eleccions de 2015 es van haver de triar dos regidors més per un lleuger augment de població. Els IPG tornaren a ser la llista més votada tot i que no obtingueren majoria absoluta, així i tot decidiren governar en minoria, atès que, com que tota l'acció de govern es dirigeix a la millora del poble, és normalment aprovada per l'oposició. Durant aquesta legislatura els Independents varen acordar afegir-se a la coalició de Més per Mallorca per a les eleccions supramunicipals.
Per les eleccions municipals del maig del 2019 Gabriel Ferrà encapçalarà, per tercera legislatura, la llista.

## Batles[calcitació]
| Batles                  | Anys de govern |
| ----------------------- | -------------- |
| Antoni Colom Ferrà      | 1979-1987      |
| Antoni Arbona Pujades   | 1987-1999      |
| Gabriel Ferrà Martorell | 2011-2019      |

## Resultats electorals del municipi de Puigpunyent[calcitació]
| Any  | Partits                                        | Regidors |
| ---- | ---------------------------------------------- | -------- |
| 1979 | Agrupació Independent de Puigpunyent i Galilea | 6        |
| 1979 | UCD                                            | 3        |
| 1983 | Agrupació Independent de Puigpunyent i Galilea | 7        |
| 1983 | PSOE                                           | 2        |
| 1987 | Agrupació Independent de Puigpunyent i Galilea | 5        |
| 1987 | PSOE                                           | 4        |
| 1991 | Agrupació Independent de Puigpunyent i Galilea | 5        |
| 1991 | PP-UM                                          | 2        |
| 1991 | PSOE                                           | 2        |
| 1995 | Agrupació Independent de Puigpunyent i Galilea | 5        |
| 1995 | PP-UM                                          | 2        |
| 1995 | PSOE                                           | 2        |
| 1999 | Agrupació Independent de Puigpunyent i Galilea | 4        |
| 1999 | PSOE                                           | 4        |
| 1999 | PP                                             | 1        |
| 2003 | PSOE                                           | 5        |
| 2003 | Independents de Puigpunyent i Galilea          | 2        |
| 2003 | PP                                             | 1        |
| 2003 | ADOMAT                                         | 1        |
| 2003 | UM                                             | 0        |
| 2007 | PSOE                                           | 5        |
| 2007 | Independents de Puigpunyent i Galilea          | 2        |
| 2007 | PP                                             | 2        |
| 2007 | UM                                             | 0        |
| 2011 | Independents de Puigpunyent i Galilea          | 3        |
| 2011 | PSOE                                           | 3        |
| 2011 | PP                                             | 3        |
| 2015 | Independents de Puigpunyent i Galilea          | 5        |
| 2015 | PSOE                                           | 4        |
| 2015 | PP                                             | 2        |